# فلاوسن
فلاوسن (به عربی: فلاوسن) یک شهرداری در الجزایر است که در استان تلمسان واقع شده‌است.